# Les Pirates de la mode
Pour plus de détails, voir Fiche technique et Distribution.
Les Pirates de la mode (titre original : Fashions of 1934) est un film musical américain réalisé par William Dieterle, sorti en 1934.

## Synopsis
Lorsque la société d'investissement de Manhattan appartenant à Sherwood Nash fait faillite, il s'associe à son partenaire Snap et à la créatrice de mode Lynn Mason pour fournir aux magasins discount des copies bon marché des robes de couture parisiennes. Lynn découvre que le grand designer Oscar Baroque s'inspire de vieux livres de costumes, et elle commence à créer des dessins de la même manière, en signant chacun avec le nom d'un designer établi.
Sherwood se rend compte que la compagne de Baroque, la prétendue grande-duchesse Alix, est en réalité Mabel McGuire, sa vieille amie de Hoboken, New Jersey, et menace de révéler son identité à moins qu'elle ne convainque Baroque de concevoir les costumes d'une revue musicale dans laquelle elle jouera. Baroque achète un approvisionnement en plumes d'autruche au copain de Sherwood, Joe Ward ( Hugh Herbert ), et commence une rage de mode.
Sherwood ouvre alors Maison Elegance, une nouvelle maison de couture parisienne qui connaît un grand succès jusqu'à ce que Baroque découvre que Lynn forge ses croquis. Il le fait arrêter, mais Sherwood convainc la police de lui laisser le temps de redresser la situation. Il plante le mariage de Baroque et Alix et promet d'humilier le créateur en révélant publiquement qui est vraiment son épouse à moins que Baroque ne retire les accusations. Le créateur accepte et achète Maison Elegance à Sherwood, qui assure à Lynn qu'il ne sera jamais impliqué dans une autre activité illégale si elle retourne en Amérique avec lui.

## Fiche technique
- Titre : Les Pirates de la mode
- Titre original : Fashions of 1934
- Réalisation : William Dieterle
- Scénario : F. Hugh Herbert et Carl Erickson (en) d'après l'histoire The Fashion Plate de Harry Collins et Warren Duff
- Direction musicale : Leo F. Forbstein
- Musique : Heinz Roemheld (non crédité)
- Chorégraphie : Busby Berkeley
- Photographie : William Rees
- Montage : Jack Killifer
- Direction artistique : Jack Okey et Willy Pogany
- Costumes : Orry-Kelly
- Production : Henry Blanke (non crédité)
- Société de production : First National Pictures
- Société de distribution : Warner Bros. Pictures
- Pays d'origine :  États-Unis
- Langue : Anglais, Français
- Format : Couleur (Technicolor) - Son : Mono
- Genre : Film musical, Comédie dramatique
- Durée : 78 minutes
- Dates de sortie : 
  - États-Unis : 14 février 1934

## Distribution
- William Powell : Sherwood Nash
- Bette Davis : Lynn Mason
- Frank McHugh : Snap
- Hugh Herbert : Joe Ward
- Verree Teasdale : Grande Duchesse Alix/Mabel McGuire
- Reginald Owen : Oscar Baroque
- Henry O'Neill : Duryea
- Phillip Reed : Jimmy Blake
- Gordon Westcott : Harry Brent
- Dorothy Burgess : Glenda
- Etienne Girardot : Glass
- William Burress : Feldman
- Nella Walker : Mme Van Tyle
- Spencer Charters : L'homme au téléphone
- George Humbert : Caponelli
- Frank Darien : Jules
- Harry Beresford : Paris Bookseller

Acteurs non crédités
- André Cheron : Un détective français
- Martin Kosleck : Le professeur de danse
- Arthur Treacher : Le maître-d'hôtel de la Grande Duchesse
- Hobart Cavanaugh
- Albert Conti
- Jane Darwell

## Galerie

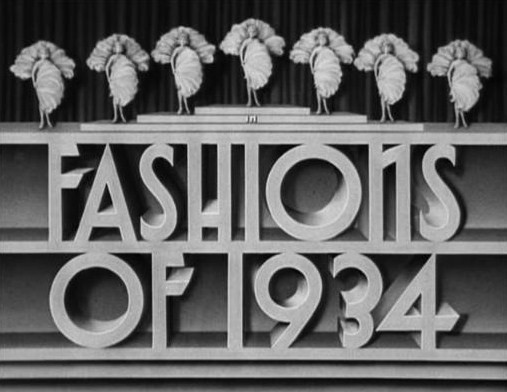
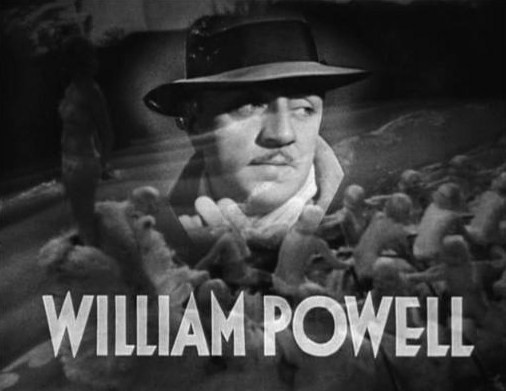
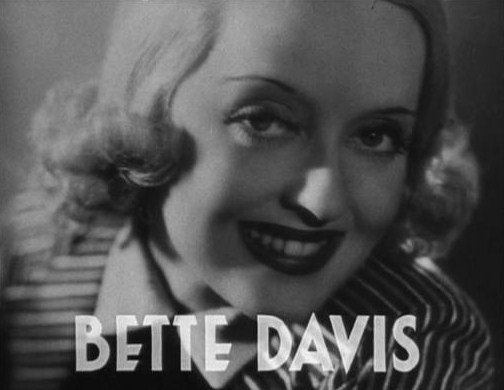
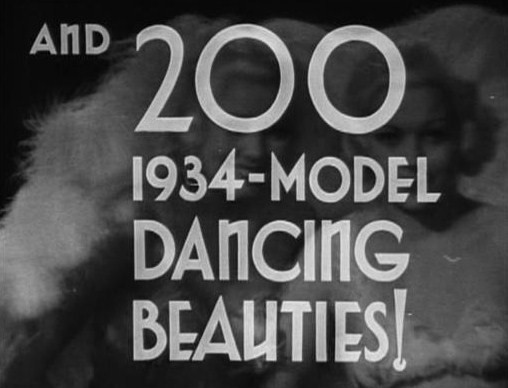
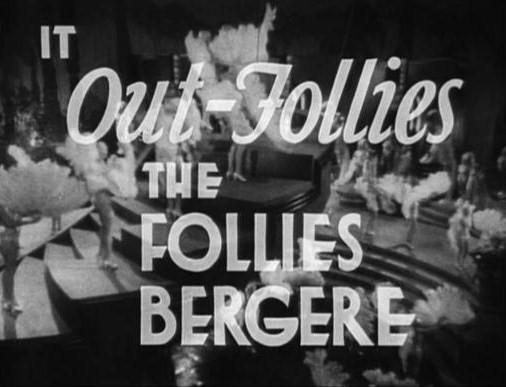